# Collandres
Collandres ist eine französische Gemeinde mit 157 Einwohnern (Stand: 1. Januar 2022) im Département Cantal in der Region Auvergne-Rhône-Alpes; sie gehört zum Arrondissement Mauriac und zum Kanton Riom-ès-Montagnes. Die Einwohner werden Trizacois genannt.

## Geographie
Collandres liegt etwa 36 Kilometer nordnordöstlich von Aurillac im Regionalen Naturpark Volcans d’Auvergne an der Véronne. Im Westen durchquert das Flüsschen Cheylat das Gemeindegebiet. Nachbargemeinden von Collandres sind Riom-ès-Montagnes im Norden, Apchon im Osten und Nordosten, Saint-Hippolyte im Osten, Cheylade im Osten und Südosten, Le Falgoux im Süden, Le Vaulmier im Südwesten, Trizac im Westen und Nordwesten sowie Valette im Nordwesten.

## Bevölkerung
| Jahr                       | 1962 | 1968 | 1975 | 1982 | 1990 | 1999 | 2006 | 2011 | 2016 |
| -------------------------- | ---- | ---- | ---- | ---- | ---- | ---- | ---- | ---- | ---- |
| Einwohner                  | 482  | 414  | 359  | 322  | 283  | 223  | 189  | 166  | 149  |
| Quellen: Cassini und INSEE |      |      |      |      |      |      |      |      |      |

## Sehenswürdigkeiten
- Kirche Saint-Martin aus dem 12. Jahrhundert
- Grotte de la Bade